# Јужни Судан на Светском првенству у атлетици у дворани 2022.
Јужни Судан је учествовао на 18. Светском првенству у атлетици у дворани 2022. одржаном у Београду од 18. до 20. марта. Репрезентацију Јужног Судана на њеном другом учествовању на светским првенствима у дворани представљао je 1 атлетичар који се такмичио у трци на 1.500 метара.,
На овом првенству такмичар Јужног Судана није освојио ниједну медаљу али је оборио национални и лични рекорд.

## Учесници
Мушкарци:
- Абрахам Гуем — 1.500 м

## Резултати

### Мушкарци
| Атлетичар    | Дисциплина | Лични рекорд | Квалификације  | Квалификације | Финале               | Финале  | Детаљи |
| Атлетичар    | Дисциплина | Лични рекорд | Резултат       | Место         | Резултат             | Место   | Детаљи |
| ------------ | ---------- | ------------ | -------------- | ------------- | -------------------- | ------- | ------ |
| Абрахам Гуем | 1.500 м    | 3:40,86 о    | 3:48,82 НР, ЛР | 7. у гр. 4    | Није се квалификовао | 27 / 30 |        |